# بيتي فريدان
بيتي فريدان (بالإنجليزية: Betty Friedan)‏ (4 فبراير، 1921 – 4 فبراير 2006) هي كاتبة، ناشطة، ونسوية أمريكية. وتعتبر شخصية بارزة في الحركة النسوية في الولايات المتحدة، ويرجع فضل إشعال موجة النسوية الأمريكية الثانية في القرن العشرين أحيانا كثيرة إلى كتابها «اللغز الأنثوي». شاركت فريدان، عام 1966، في تأسيس المنظمة الوطنية للنساء، وانتخبت أول رئيسة لها، وكان هدف المنظمة «أن يتم إدخال النساء إلى التيار المجتمعي الأمريكي بالتساوي وبالتشارك مع الرجال على الفور». في عام 1970، وعقب تنحيها كأول رئيسة للمنظمة، نظمت فريدان «الإضراب النسوي من أجل المساواة» على الصعيد الوطني، وذلك في 26 من أغسطس يوم الذكرى الـ 50 لإصدار التعديل التاسع عشر للدستور الأمريكي الذي ضمن للنساء حقهم في التصويت. كان الإضراب الوطني ناجحا في توسع الحركة النسوية بشكل لم يتوقع، فالمسيرة التي قادتها فريدان بمدينة نيويورك اجتذبت ما يزيد عن 50000 شخص. وفي عام 1971، انضمت فريدان للنسويات البارزات الأخريات لتأسيس التجمع السياسي النسائي الوطني. كانت فريدان أيضا مؤيدة بقوة للتعديل الدستوري الأمريكي المقترح الخاص بتساوي الحقوق، والذي أقره مجلس النواب الأمريكي (بتصويت 354-24) ومجلس الشيوخ (84-8)، بعدما ضغطت المجموعات النسوية بقيادة المنظمة الوطنية للنساء في مطلع سبعينات القرن العشرين. عقب إقرار الكونغرس ذلك التعديل، دعت فريدان إلى التصديق على التعديل في الولايات ودعمت إصلاحات تخص حقوق المرأة الأخرى، فقد أسست الجمعية الوطنية لإلغاء قوانين الإجهاض، لكنها انتقدت في وقت لاحق المواقف المتمركزة حول الإجهاض لدى العديد من النسويات الليبراليات.
باعتبارها كاتبة ومفكرة مؤثرة في الولايات المتحدة، ظلت فريدان ناشطة في السياسة والتحزب حتى أواخر تسعينات القرن العشرين، وكتبت خلال ذلك ست كتب. وفي بداية الستينات، كانت فريدان ناقدة للفصائل المستقطبة والمتطرفة من الحركة النسوية التي هاجمت جماعات مثل الرجال وربات المنازل. وقد وجهت فريدان نقدا في كتاب من كتبها الأخيرة «المرحلة الثانية» (1981) لما اعتبرته تجاوزات متطرفة لبعض النسويات.

## بداية حياتها
ولدت فريدان (بيتي ناعومي جولدشتاين) في 4 فبراير، 1921 في بيوريا بإلينوي، لهاري وميريام جولدشتاين، وهما من عائلات يهودية روسية ومجرية. امتلك هاري محل مجوهرات في بيوريا، وعملت ميريام كاتبة في جريدة عندما مرض والد فريدان. كانت حياة أمها خارج المنزل على ما يبدو مرضية بشكل أكبر بكثير.
كانت فريدان نشطة في صغرها في المجموعات الماركسية واليهودية، وكتبت لاحقا كيف أنها شعرت بالانعزال عن المجتمع الأخير في بعض الأوقات، وكيف أن تعاطفها ضد الظلم نشأ بسبب مشاعرها تجاه ظلم معاداة السامية. التحقت فريدان بمدرسة بيوريا الثانوية، وانضمت إلى صحيفة المدرسة. وعندما رُفض طلبها لكتابة عمود صحفي، قامت بصحبة ستة من أصدقائها بإنشاء مجلة أدبية تسمى تايد، والتي ناقشت الحياة المنزلية لا المدرسية.
التحقت فريدان بكلية سميث عام 1938، وفازت بمنحة في عاملها الأول نظرا لأدائها الأكاديمي الممتاز. وفي عامها الثاني، أصبحت مهتمة بالشعر ونشرت العديد من القصائد ضمن منشورات الجامعة. وفي عام 1941، أصبحت رئيسة تحرير جريدة الكلية. أصبحت كلمات العدد سياسية أكثر فأكثر تحت قيادتها، واتخذت موقفا معاديا للحرب وأثارت الجدل من حين لآخر. تخرجت فريدان بمرتبة الشرف وبعضوية فاي بيتا كابا عام 1942 بتخصص في علم النفس.
في عام 1943، قضت عاما في جامعة كاليفورنيا، بيركلي في زمالة دراسات عليا في علم النفس مع إريك إريكسون.[14] وأصبحت أكثر نشاط سياسيا، واستمرت في الاختلاط مع الماركسيين (كثير من أصدقائها تم التحقيق معهم بواسطة مكتب التحقيق الفيدرالي). وقد ادعت في مذكراتها أن خليلها ضغط عليها في ذلك الوقت لتتنازل عن زمالة دكتوراه وترك مسيرتها الأكاديمية.
تزوجت بيتي فريدان بكارل فريدان في عام 1947م وانتهى بانفصالهما بعد 22 سنة وإنجابهما ثلاثة أولاد، وكان سبب الانفصال حسب قولها هذا "لم أعد أستطيع الاستمرار في عيش حياتي الفصامية، أقود النساء الأخريات إلى الخروج من البرية، بينما أتمسك بزواج دمر احترامي لذاتي"

## مسيرتها في الكتابة

### قبل عام 1963
بعد تركها بيركلي، أصبحت فريدان صحفية لمنشورات اليسار واتحاد العمال. بين عامي 1943 و1946 كتبت لصالح ذا فيديريتد برِس، وبين عامي 1946 و1952 عملت لصالح صحيفة أخبار اتحاد عمال الكهرباء. وكانت إحدى مهامها تقديم تقارير عن لجنة الأنشطة غير الأمريكية في مجلس النواب.
فُصلت فريدان من صحيفة الاتحاد عام 1952 لأنها كانت حاملا في طفلها الثاني. وعقب مغادرتها للصحيفة، عملت ككاتبة مستقلة للعديد من المجلات، منها الكوزموبوليتان.
وفقا لكاتب سيرة فريدان، دانيال هوارتز، فإن فريدان بدأت كصحفية عمال عندما تعرف لأول مرة على قمع وإقصاء النساء، ومع ذلك عارضت فريدان نفسها هذا التفسير لعملها.

### اللغز الأنثوي
في لقاء الخريجين الخامس عشر عام 1957، أجرت فريدان مسحا على خريجي الكلية، وركزت على تعليمهم، تجاربهم اللاحقة ورضاهم عن وضع حياتهم الحالي. وبدأت في نشر مقالات حول ما أطلقت عليه «المشكلة عديمة المسمى»، وتلقت ردودا شغوفة من كثير من ربات المنازل الممتنات لعلمهن بأنهن لسن الوحيدات في مواجهة هذه المشكلة.
تعج الشواطئ بضحايا اللغز الأنثوي. لقد تخلين عن تعليمهن ليضعن أزواجهن في الجامعات، وبعد عشرة أو خمس عشرة عام من ذلك، وربما رغما عن إرادتهن، يُخذلن بالطلاق. تتمكن أقواهن من التغلب على ذلك على نحو جيد أو أقل من جيد، لكن الأمر لم يكن سهلا على نساء في الخامسة والأربعين أو الخمسين ليمضين قدما في امتهان وظيفة أو تأسيس حياة جديدة من أجل نفسها ولأجل أطفالها، أو لأجل نفسها وحسب.
قررت فريدان حينها أن تعيد صياغة عملها وتوسعه بنشره ككتاب أسمته «اللغز الأنثوي»، ونشر عام 1963. تناول الكتاب أدوار النساء في المجتمعات الصناعية، وبخاصة دور ربات المنازل الذي اعتبرته فريدان خانقا.[17] تكلمت فريدان، في كتابها، عن ربة منزل محبطة تركت كليتها في عمر التاسعة عشر لتتزوج وتربي أطفالها الأربعة.[19] ووصفت «رعبها» من وحدتها، وأنها لم ترى في حياتها نموذجا إيجابيا واحدا لأنثى تعمل خارج المنزل وتمكنت من الاحتفاظ بعائلتها، وذكرت حالات عديدة لربات منازل شعرن بشكل مشابه بالحصار. انتقدت فريدان، بخلفيتها في علم النفس، نظرية حسد القضيب لفرويد، مشيرة إلى الكثير من المفارقات في أعماله، وقدمت بعضا من الإجابات للنساء الراغبات في المزيد من التعليم.
شرحت فريدان «المشكلة عديمة المسمى» في مطلع كتابها:
أكدت فريدان على أن النساء قادرات على امتهان أي عمل أو مهنة تماما كالرجال، وذلك على النقيض من ما يذيعه الإعلام، الأساتذة، وعلماء النفس. لم يكن كتابها مهما لأنه تحدى التحيز الجنسي المهيمن في مجتمع الولايات المتحدة فحسب، بل لأنه اختلف في نبرته عن جدالات القرن التاسع عشر وبدايات القرن العشرين الداعية لتمديد تعليم وحقوق المرأة السياسية ومشاركتها في الحركات الاجتماعية. فبينما كانت لدى الموجة النسوية الأولى نظرة جوهرية لطبيعة النساء ونظرة نقابوية للمجتمع، بادعائها أن تصويت النساء، تعليمهن، ومشاركتهن المجتمعية سيتسببون في زيادة معدلات الزواج، وجعل النساء زوجات وأمهات أفضل، وسيحسن الصحة والكفاءة العالمية، " فإن فريدان ركزت حقوق المرأة في ما أسمته «الحاجة البشرية الأساسية للنمو، ورغبة الإنسان في أن يكون كل ما يمكن أن يكون عليه». وبسبب قيود الخمسينات، والمشاعر المحبوسة والمحاصرة للنساء، بدأت الأمريكيات بحضور ندوات للتوعية وضغطوا من أجل إصلاح القوانين المضطهدة والمفاهيم المجتمعية التي قيدت النساء.
أصبح الكتاب من الكتب الأفضل مبيعا، ويعتقد الكثيرون من المؤرخين أنه كان المحرك للموجة الثانية للحركة النسوية في الولايات المتحدة، وأنه شكل الأحداث الوطنية والعالمية بشكل بارز.
أرادت فريدان في الأصل تكتب تتمة لكتاب اللغز الأنثوي، والذي كانت ستطلق عليه «المرأة: البعد الرابع»، لكنها اكتفت بكتابة مقال تحت هذا العنوان، وقد نُشر في جردية ليديس هوم في يونيو 1964.

### أعمال أخرى
نشرت فريدان ست كتب. ومن كتبها الأخرى: المرحلة الثانية، لقد غيَّرت حياتي: كتابات عن الحركة النسوية، ما وراء الجنس، ونافورة العمر. وقد نشرت سيرتها الذاتية «الحياة إلى الآن» عام 2000.
كتبت فريدان لمجلات وصحف أيضا:
- أعمدة في مجلة مكّال، 1971 – 1974.
- كتابات لمجلة النيويورك تايمز، نيوسداي، هاربرس، ساترداي ريفيو، مادموزيل، جريدة ليديز هوم، فاميلي سيركل، تي في غايد، ومجلة ترو.[29]

## نشاطها في الحركات النسائية

### المنظمة الوطنية للنساء
في عام 1966، شاركت فريدان في تأسيس المجلة الوطنية للمرأة، وأصبحت أول رئيسة لها. أُلهم بعض من مؤسسي المنظمة، ومنهم فريدان، بفشل لجنة تكافؤ فرص العمل في فرض الباب السابع من قانون الحقوق المدنية لعام 1964، وذلك عندما مُنعوا في المؤتمر الوطني الثالث للجان الدولة المعنية بوضع المرأة من إصدار قرار يوصي لجنة تكافؤ فرص العمل باستعمال تفويضها القانوني لإنهاء التمييز الجنسي في التوظيف. ومن ثم اجتمعوا في غرفة فريدان الفندقية ليأسسوا منظمة جديدة. وعلى منديل ورقي كتبت فريدان الاختصار «NOW» (المنظمة الوطنية للنساء). لاحقا، أصبح المزيد من الأشخاص مؤسسين للمنظمة في مؤتمر المنظمة الذي عقد في أكتوبر 1966. كتبت فريدان مع باولي موراي بيانا بهدف المنظمة، وكانت فريدان قد كتبت النص الأصلي على منديل ورقي. دعت المنظمة تحت رئاسة فريدان بشراسة إلى المساواة القانونية بين النساء والرجال.
ضغطت المنظمة الوطنية للنساء لفرض الباب السابع من قانون الحقوق المدنية لعام 1964 وقانون مساواة الأجور لعام، وقد كانا أول انتصارين قانونيين للمنظمة، وأجبرت لجنة تكافؤ فرص العمل على التعامل المحترم والفوري مع ادعاءات التمييز الجنسي المقدمة إليهم. ونجحت المنظمة في شن حملة من أجل إصدار أمر تفيذي لعام 1967 لتمديد التمييز الإيجابي للسود لكي يشمل النساء. كان للمنظمة الوطنية للنساء صوت مؤيد لتقنين الإجهاض، وهي قضية فرّقت بعض النسويات.

### الإضراب من أجل المساواة
في عام 1970، مع قيادة فريدان للقضية، كان لزامًا على مجلس الشيوخ الأمريكي أن يرفض مرشح الرئيس ريتشارد نيكسون للمحكمة العليا جي هارولد كارسويل، الذي عارض قانون الحقوق المدنية لعام 1964 الذي منح المرأة (من بين أمور أخرى) المساواة في مكان العمل مع الرجل. في 26 أغسطس من عام 1970، في الذكرى السنوية الخمسين للتعديل التاسع الدستور الولايات المتحدة الذي أقر فيه حق المرأة بالتصويت، نظمت فريدان الإضراب الوطني للمرأة من أجل المساواة، وقادت مسيرة مؤلفة من 20,000 امرأة في مدينة نيويورك. في حين كان الهدف الأساسي من المسيرة هو تعزيز تكافؤ الفرص للمرأة في الوظائف والتعليم، وطالبت المتظاهرات أيضًا بحقوق الإجهاض وإنشاء مراكز رعاية للأطفال.

تحدثت فريدان عن الإضراب من أجل المساواة:
سوف تأتي جميع أنواع الجماعات النسوية من جميع أنحاء البلد هذا الأسبوع في 26 أغسطس بصفة خاصة، للإشارة إلى المجالات التي لم تعالج بعد في حياة المرأة. على سبيل المثال، مسألة المساواة أمام القانون؛ نحن مهتمات بتعديل الحقوق المتساوية. وأيضًا من أجل معالجة مسألة مراكز رعاية الطفل غير الكافية على الإطلاق في المجتمع، ومتطلبات المرأة، في حال كانت ستتولى مركزها الصحيح من حيث المساعدة في اتخاذ قرارات المجتمع. أيضًا مسألة حق المرأة في التحكم في عملياتها الإنجابية، أي القوانين التي تحظر الإجهاض في الدولة أو تضعها ضمن عقوبات جنائية؛ وأعتقد أن ذلك سيكون نظامًا أساسيًا سنخاطب أنفسنا به.
لذا فإنني أعتقد أن رد فعل النساء سوف يكون مختلفًا؛ إذ إن قسم منهن لن يطبخ في ذلك اليوم، والأخريات سيدخلن في حوار جاد مع أزواجهن، أو سيخرجن في التجمعات والمظاهرات التي ستجري في جميع أنحاء البلد. سيكتب البعض عن أشياء تساعدهن على تحديد مصيرهن. وسيضغط البعض على أعضاء مجلس الشيوخ وأعضاء الكونغرس لإصدار تشريعات خاصة بحقوق المرأة. أنا لا أعتقد أنك ستكون قادرًا على غعل أي شيء، إذ ستأتي النساء للقيام بأدوارهن بطرقهن الخاصة.

### الرابطة الوطنية لإلغاء قوانين الإجهاض
أسَّست فريدان الرابطة الوطنية لإلغاء قوانين الإجهاض، التي أعيدت تسميتها باسم رابطة الإجراءات الوطنية لحقوق الإجهاض بعد أن قامت المحكمة العليا بإضفاء الشرعية على الإجهاض في عام 1973.

### السياسات
في عام 1970، قادت فريدان مناصرات نسويات أخريات في تعطيل ترشيح مرشحة المحكمة العليا جي هارولد كارسويل، الذي جعله سجله في التمييز العنصري والتطرف غير مقبولًا وغير صالحًا للجلوس في محكمة ومعالجة قضايا الأشخاص في الحقوق المدنية أو الحركات النسوية. وقد ساعدت الشهادة التي أدلت بها فريدان أمام مجلس الشيوخ في تعطيل ترشيح كارسويل.
في عام 1971 أسست فريدان، إلى جانب العديد من قيادات الحركة النسائية الرائدة الأخرى، بما في ذلك غلوريا ستاينم (التي خاضت معها منافسة أسطورية)، التجمع السياسي النسائي الوطني.
في عام 1972، ترشحت فريدان لمنصب مندوب في المؤتمر الوطني الديمقراطي لعام 1972 لدعم عضو الكونغرس شيرلي تشيشولم، لكنها أخفقت. وفي ذلك العام، قامت فريدان بدور بارز للغاية فيما يخص بنود الاتفاقية، على الرغم من أنها اشتبكت مع نساء أخريات، ولا سيما ستاينم، بشأن ما ينبغي القيام به.

### صورة الحركة والوحدة
عارضت فريدان (بالإضافة إلى العديد من النساء)، وهي واحدة من أكثر النساء تأثيرًا في القرن العشرين، مساواة الحركة النسائية بالسحاق. في وقت مبكر من عام 1964، أثناء بداية الحركة، وبعد عام واحد فقط من نشر كتاب الغموض الأنثوي، ظهرت فريدان على التلفاز للجدال حول حقيقة أن وسائل الإعلام رفضت الحركة باعتبارها مزحة وحجة محورية حول ما إذا كان ينبغي ارتداء حمالات الصدر وغيرها من المسائل التي اعتبروها سخيفة. في عام 1982، وبعد الموجة الثانية من الحركة النسوية، كتبت فريدان كتابًا لثمانينات ما بعد النسوية تحت عنوان المرحلة الثانية، حول الحياة الأسرية، على أساس أن المرأة قد تغلبت على العقبات الاجتماعية والقانونية.
دفعت الحركة النسوية إلى التركيز على القضايا الاقتصادية، ولا سيما المساواة في العمالة والأعمال التجارية، فضلًا عن توفير الرعاية للأطفال وغير ذلك من الوسائل التي يمكن بها للمرأة والرجل على حد سواء أن يوازنا بين واجبات الأسرة والعمل. حاولت فريدان التقليل من التركيز على الإجهاض، باعتباره مسألة تم الفوز بها بالفعل، بالإضافة إلى الاغتصاب والمواد الإباحية، التي تعتقد أن معظم النساء لا يعتبرنها من الأولويات العليا.

## حياتها الشخصية
تزوجت من كارل فريدان (الاسم ماقبل الزواج فريدمان)، وهو مخرج مسرحي، في عام 1947 أثناء عمله في يو إي نيوز. استمرت في العمل بعد الزواج، أولًا كموظفة مدفوعة الأجر، وبعد عام 1952 كصحفية مستقلة. تطلّق الزوجان في مايو عام 1969، وتوفي كارل في ديسمبر عام 2005.
ذكرت فريدان في مذكراتها تحت عنوان الحياة حتى الآن (2000) أن كارل ضربها أثناء زواجهما؛ وأشارت إلى وجود بعض الأصدقاء مثل دولورس ألكسندر من أجل التستر على الضربات حول عينيها جراء إساءة معاملة كارل في الوقت المناسب للمؤتمرات الصحفية. لكن كارل نفى إساءة معاملتها في مقابلة مع مجلة تايم بعد وقت قصير من نشر الكتاب، واصفًا الادعاء بأنه «اختلاق كامل». قالت فريدان في وقت لاحق، لصحيفة صباح الخير يا أمريكا، «كنت أتمنى لو أنني لم أكتب عنه حتى، لأنه تم طرح الموضوع خارج السياق المطلوب. لم يكن زوجي عنيفًا، ولم أكن ضحية سلبية لعنفه. تقاتلنا كثيرًا ، وكان أكبر حجمًا مني».
رُزق كارل وبيتي فريدان بثلاثة أطفال، دانيال وإيميلي وجوناثان. عاشت فريدان في عائلة يهودية، لكنها كانت لا أدرية. في عام 1973، كانت فريدان واحدة من الموقعين على البيان الإنساني الثاني.

## وصلات خارجية
- بيتي فريدان على موقع الموسوعة البريطانية (الإنجليزية)
- بيتي فريدان على موقع مونزينجر (الألمانية)
- بيتي فريدان على موقع ميوزك برينز (الإنجليزية)
- بيتي فريدان على موقع إن إن دي بي (الإنجليزية)

- بيتي فريدان بالعربية: متى تستعيد المرأة ذاتها المصادَرَة؟